# Serradium hirsutipes
Serradium hirsutipes är en mångfotingart som beskrevs av Karl Wilhelm Verhoeff 1941. Serradium hirsutipes ingår i släktet Serradium och familjen plattdubbelfotingar. Inga underarter finns listade i Catalogue of Life.